# Sarah Cooper
Sarah Anne Cooper (Jamaica, 1977) es una escritora y comediante estadounidense radicada en la ciudad de Nueva York. Su primer libro, 100 trucos para parecer inteligente en reuniones: Cómo tener éxito sin esforzarte, fue publicado el 4 de octubre de 2016. Su segundo libro, How to Be Successful Without Hurting Men's Feelings, fue publicado el 30 de octubre de 2018. Ha escrito para la serie de televisión animada Science! Durante la pandemia de COVID-19, Cooper comenzó a subir videos de sí misma sincronizando los labios con las declaraciones hechas por el presidente de Estados Unidos, Donald Trump, para poner en evidencia su falta de coherencia y de conocimiento sobre algunos temas.

## Trayectoria
Cooper nació en Jamaica en 1977. Su familia se mudó a Rockville, Maryland, en 1980. Su madre en el departamento de recursos humanos de una empresa consultora y su padre trabajaba como ingeniero eléctrico para la Autoridad de Tránsito del Área Metropolitana de Washington, en la cercana ciudad de Washington. Cooper ya estaba interesada en el mundo del espectáculo cuando era adolescente y originalmente tenía la intención de estudiar teatro. Sin embargo, siguiendo los deseos de sus padres, primero obtuvo un título fuera del mundo del espectáculo y se graduó en Economía en la Universidad de Maryland en College Park y en Diseño Digital en el Instituto de Tecnología de Georgia.
Comenzó a realizar comedia en vivo en Atlanta, y más tarde aceptó una oferta para trabajar como diseñadora de interfaz de usuario para Google Docs, Sheets y Slides. Mientras estaba allí, siguió escribiendo y actuando en standup comedy y conoció a su marido, Jeff Palm, que era ingeniero en Google Docs. En 2014, escribió una entrada de blog llamada "10 Tricks to Appear Smart in Meetings" (10 trucos para aparecer inteligente en las reuniones) que se hizo viral con cinco millones de visitas. Más tarde ese año, dejó Google para dedicarse a la escritura y a la comedia a tiempo completo.

### Vídeos online
En la primavera de 2020, Cooper comenzó a publicar una serie de vídeos en la red social TikTok en los que sincronizaba con sus labios los comentarios de Donald Trump sobre el tema de las posibles curas para el coronavirus de 2019. La primera sátira viral de Cooper presenta su sincronización labial a un minuto de audio de la rueda de prensa del 23 de abril durante la cual Trump sugirió que insertar luz en el cuerpo e inyectarse productos de limpieza del hogar serían métodos efectivos para tratar la enfermedad. Posteriormente, ha producido varios otros vídeos de temática similar y los ha publicado también en otras redes sociales.
Los videos de Cooper son populares y se han vuelto virales. Son vistos como ejemplos de cómo desde el mundo de la comedia se pueden realizar actuaciones con sátira política sin contar con una audiencia en vivo, lo que es particularmente relevante debido a los periodos de confinamiento provocados por la expansión de la pandemia del COVID-19. Los videos también se destacan como ejemplos de sátira política extremadamente barata, ya que los videos de Cooper están creados alrededor de un clip de voz sin editar de un político hablando.

## Obra
- 2016 – 100 trucos para parecer inteligente en reuniones: Cómo tener éxito sin esforzarte. Empresa Activa. ISBN 9788492921812.
- 2016 – Draw What Success Looks Like. Kansas City: Andrews McMeel Publishing. ISBN 9781449476069.
- 2018 – How to Be Successful Without Hurting Men's Feelings. Kansas City: Andrews McMeel Publishing. ISBN 9781449476076.